# Varde Å
Varde Å är ett vattendrag på Jylland i Danmark. Det ligger i Region Syddanmark, i den västra delen av landet. Varde Å är cirka 40 km lång och Danmarks tredje längsta vattendrag. Ån börjar där   Grindsted Å och Ansager Å rinner ihop. Varde Å rinner sedan  genom staden Varde innan den mynnar ut i Ho Bugt norr om staden Esbjerg.